# Ulrich Leman
Ulrich Leman (* 15. Oktober 1885 in Düsseldorf; † 22. April 1988 in Deià, Mallorca) war ein Maler des Rheinischen Expressionismus.

## Leben und Wirken
Ulrich Leman, in Düsseldorf geboren und in Danzig aufgewachsen, kam 1903 zum Studium nach Düsseldorf. Nach der Kriegsteilnahme im Ersten Weltkrieg kam er 1919 nach Düsseldorf zurück und fand Aufnahme in der Gruppe „Das Junge Rheinland“, wurde Meisterschüler von Heinrich Nauen, ging 1922 bis 1925 mit einem Staatsstipendium nach Griechenland. 1927 unternahm er mit einigen Künstlern des „Jungen Rheinlandes“ und der „Künstlermutter“ Ey seine erste Reise nach Mallorca. 1928 erhielt er den „Großen Preis der Rheinprovinz“ auf der Großen Deutschen Kunstausstellung in Düsseldorf. 

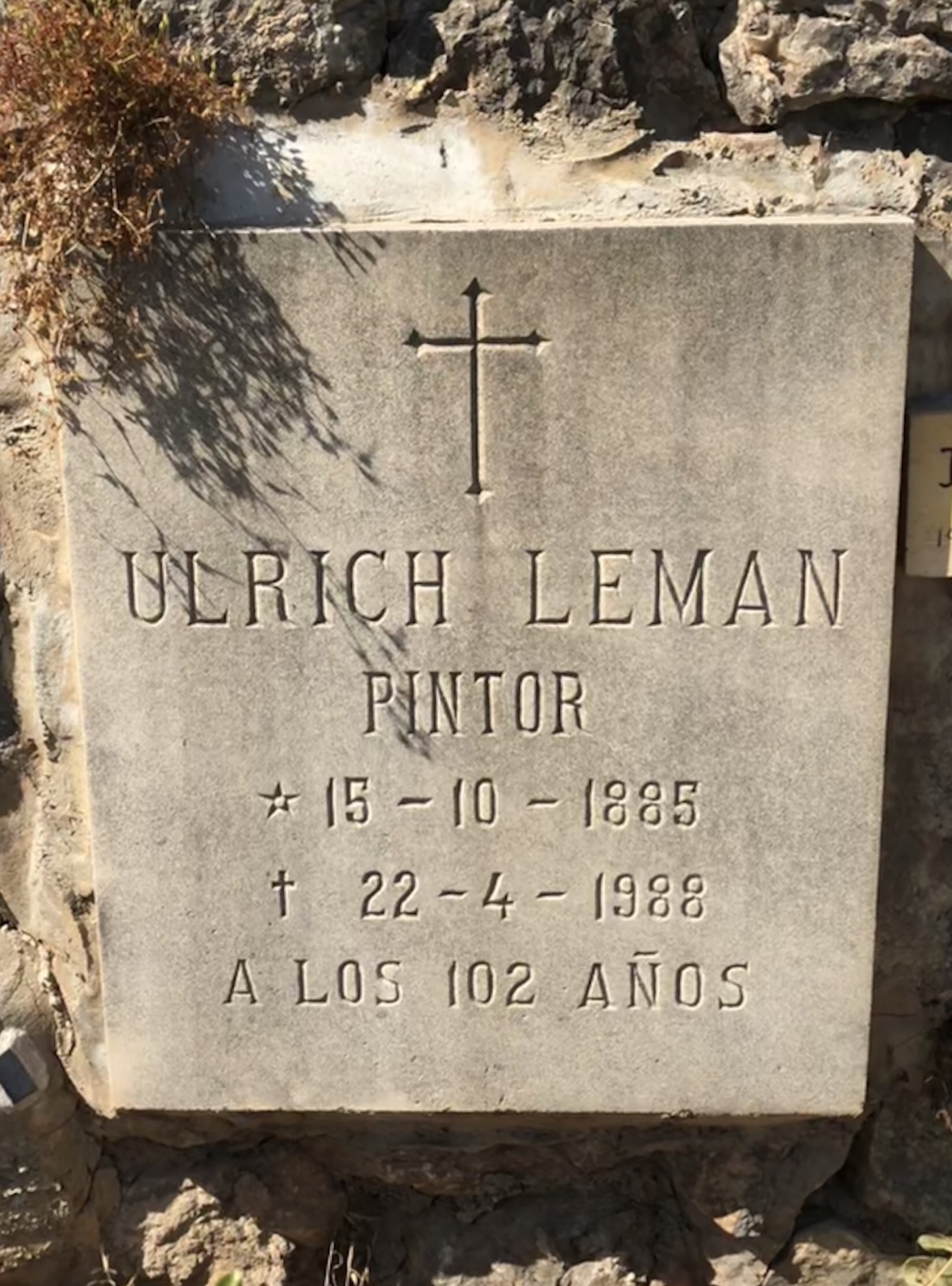
Grabstein in Deià

In den Jahren 1929 bis 1939 lebte und arbeitete er in Deià (Mallorca), Paris, Düsseldorf und Zoppot bei Danzig. Nach dem Zweiten Weltkrieg flüchtete er vor der Roten Armee und kam nach Hessen. Hier lebte und arbeitete er in der Nähe von Gießen und Wetzlar, war Mitglied des „Oberhessischen Künstlerbundes“ und beschickte dessen Ausstellungen. Später wohnte und wirkte er abwechselnd wieder in seinem 1930 erworbenen Haus in Deià und Aßlar, in der Nähe von Wetzlar in Deutschland. Leman starb 1988 im Alter von 102 Jahren, er ist auf dem Friedhof in Deià begraben. Ende des 20. Jahrhunderts fand sein überwiegend am Anfang und bis zum Beginn des Zweiten Weltkrieges entstandenes Werk in der Kunstgeschichte wieder größere Beachtung.

## Film
- Werner Raeune: Zuflucht im Paradies der Farben. Der Maler Ulrich Leman.  30 Minuten. 1986.